# 九堡镇 (瑞金市)
九堡镇，是中华人民共和国江西省赣州市瑞金市下辖的一个乡镇级行政单位。
九堡镇位于瑞金市西北部，东西宽约13公里，南北长约26公里，距市22公里。辖24个行政村，1个居委会，376个村小组，常住人口58968人（2017年）。设有九堡圩、官仓圩、清溪圩三个圩场，拥有3所中学， 21所小学，1所中心卫生院和1座综合文化大楼，九冈、云九、沙九三条公路穿境而过，连接 323国道。是瑞金市西北部最大的农副产品集散地和集贸中心，历史上素为粮丰烟盛之地，尤为烟叶、香芋、生姜而闻名省内外，是全省烟叶种植先进乡镇。中国工农红军彭杨步兵学校座落在坝溪村花门斗钟氏宗祠；中华著名烈士——赵宝成“铜钵山红军烈士纪念亭”屹立在铜钵山，于2003年被评为江西省首批“历史文化名村”，被专家学者誉为“江南民居建筑博物馆”

## 行政区划
九堡镇下辖以下地区：
九堡圩社区、密溪村、富田村、富村、官仓村、石角村、沿岗村、清溪村、丰塘村、谢村、珠斗村、慈坑村、羊角村、坝溪村、堑下村、桥头村、松燕村、山塘村、小陂村、下宋村、沙垅村、杨梅村、黄渡村、山坑村和兴田村。

## 中国传统村落
2013年8月，密溪村被评为第二批中国传统村落。